# Shlomit Butbul
Shlomit Frieda Butbul, auch Schlomit Butbul (geboren am 1. November 1965 in Haifa, Israel), ist eine österreichisch-israelische Sängerin, Schauspielerin und Regisseurin.

## Werdegang
Shlomit Butbul ist die Tochter der österreichischen Sängerin und Gastronomin Martha Butbul, bekannt als Jazz Gitti.
Sie lebte bis 1999 in Israel und in Wien. 1984 bis 1989 besuchte sie das Konservatorium der Stadt Wien und schloss ihre Ausbildung mit Auszeichnung ab.
Von 1999 bis 2013 lebte sie in Luxemburg und betrieb dort mit ihrem Ehemann Paul Glaesener das L'Inouï Café-Concert Café-Théâtre.
Butbul ist in Österreich hauptsächlich als Sängerin und Schauspielerin bekannt, war aber auch schon als Regisseurin tätig.
Weiters ist sie als Lehrende auf einer Schauspielschule sowie als Coach tätig.

## Privates
Butbul leistete Wehrdienst in der israelischen Armee.
Sie ist geschieden und lebt mit ihren Kindern in Eisenstadt.

## Theater
- Aber nun zu etwas ganz anderem, Werner Sobotka, Wien
- Love & Glory, Theater der Jugend, Wien
- Der Volksfreund, Volkstheater, Wien
- Max & Moritz, Theater der Jugend, Wien
- 100 Jahre Burenwurst, Kabarett Simpl, Wien
- Weißes Rössl – Wirtin, Chur (Schweiz)
- Das Fest während der Pest, Bolschoi-Theater (Moskau)
- Chicago, Opernhaus Graz
- Dreigroschenoper – Jenny, Ensembletheater, Wien
- Nestroy frühere Verhältnisse, Gloria Theater, Wien
- La Mancha – Dulcinea, Stadttheater Baden
- Wiener Lust, Metropol, Wien
- Alice Underground – Herzkönigin, 2004, Luxemburg
- Damen der Gesellschaft, 2006, Escher Stadttheater Luxemburg
- Dreigroschenoper – Peachum, 2008, Grand Theatre Luxemburg
- My funny Valentine, 2014, Theatre National du Luxembourg
- Saturday Night Fever, 2015, Musical Sommer, Amstetten
- Call me Madam, 2015, Mierscher Kulturhaus, Luxemburg
- Erich Fried – Es ist was es ist, Soloprogramm, 2017, Odeon Theater, Wien
- Alice im Wunderland – Herzkönigin, 2017, Märchensommer, Graz
- Saturday Night Fever, 2025, Seefestspiele Mörbisch

## Soloprogramme
- Frauenschmerzen, Wien
- Das Land wo Milch und Honig fließen, Drachengasse Wien, Regie Rüdiger Hentzschel
- Mady & Shlomit Viele kleine Ich's, Inoui Luxemburg, Regie Claude Mangen
- Choucroute Royal, Inoui Luxemburg, Regie Claude Mangen

## Regie und Produktion
Regie:
- Das Mädchen mit den Schwefelhölzern, Minoui Kindertheater Luxemburg
- Drachenland, Cape Ettelbruck, Luxemburg
- Fudder fir de bloen Hirsch, L'Inouï Luxemburg

Eigenproduktionen im eigenen Kulturhaus L'Inouï in Luxemburg (2000–2013) :
- E Waibirg an Alaska – Theater Kabarett
- Kuck Show – Theater Kabarett
- Vulltime – Theater Kabarett
- Fudder fir de bloen Hirsch – Theater
- All dag so gegen viertel vier zwölf – Theater
- Choucroute Royale – Theater

## Diskografie
- mit Shlomit & Band: Songs in Hebrew, 1996
- mit Shlomit & Band: ET, 1999
- In the Mood for Love, 2005
- Tehora (mit Amina Figarova), 2010

als Mitwirkende:
- 1010 Vienna City Beat – Sampler, 1989
- Jerusalem of Gold – Sampler, 1993
- Soundtrack zu Helden in Tirol, 1998
- Soundtrack zu Luna Papa, 1999
- Soundtrack zu Edelweiß, 1999
- Kees op an klakken raus – Tribute to Thierry van Werveke, 2012
- Brady Winterstein Trio Savoir Vivre, 2012

## Filmografie
- 1994: Simpl: Burenwurst Goes Europe (Fernsehfilm)
- 1996: Wagnerdämmerung – Regie Petrus van der Let
- 1998: Helden in Tirol – Regie Niki List
- 1998: Aus Liebe – Regie Sabine Derflinger, Astrid Heubrandtner
- 1999: Luna Papa – Regie Bachtijor Chudoinasarow
- 2001: Edelweiss (Fernsehfilm) – Regie Xaver Schwarzenberger
- ?: When a men loves two women  – Regie Sabine Derflinger

## Hörspiele
- 1998: Wilhelm Pellert: Sindelar (Judith) – Regie: Nikolaus Scholz (Original-Hörspiel – ORF)